# بارهام، کنت
بارهام، کنت (به انگلیسی: Barham, Kent) یک روستا و محله مدنی در بریتانیا است که در شهر کنتربری واقع شده‌است. بارهام ۱۴٫۵۴ کیلومتر مربع مساحت و ۱٬۳۵۵ نفر جمعیت دارد.